# Короткохвостые муравьянки
Короткохвостые муравьянки (лат. Hylophylax) - род птиц из семейства типичных муравьеловковых (Thamnophilidae). Представители рода распространены в Центральной и Южной Америке.

## Список видов
В состав рода включают три вида:
- Hylophylax naevioides — Пятнистая короткохвостая муравьянка
- Hylophylax naevius — Белогалстучная короткохвостая муравьянка
- Hylophylax punctulatus — Серебропятнистая короткохвостая муравьянка